# Nilivaara församling
Nilivaara församling var en territoriell församling inom Svenska kyrkan i Luleå stift och i Gällivare kommun. Församlingen uppgick 2010 i Gällivare församling.
Församlingskyrka var Nilivaara kyrka.
Församlingen låg i nordöstra delen av Gällivare kommun. Förutom kyrkbyn Nilivaara omfattade församlingen även byarna Björkudden, Granhult, Kilvokielinen, Kääntöjärvi, Markitta, Männikkö, Palo, Valtio samt Vettasjärvi.

## Administrativ historik
Församlingen bildades 1962 genom en utbrytning av Niilivaara kyrkobokföringsdistrikt ur Gällivare församling och utgjorde till 1999 ett eget pastorat, för att sedan till 2010 ingå i pastorat med Gällivare och Hakkas församlingar. Församlingen uppgick 2010 i Gällivare församling.
När Nilivaara församling bildades hade den 1 476 invånare och omfattade en landareal av 1 136,00 kvadratkilometer.

## Areal
Nilivaara församling omfattade den 1 januari 1976 en areal av 1 159,0 kvadratkilometer, varav 1 136,0 kvadratkilometer land.

## Befolkningsutveckling
| Befolkningsutvecklingen i Nilivaara församling 1940–2005 | Befolkningsutvecklingen i Nilivaara församling 1940–2005 | Befolkningsutvecklingen i Nilivaara församling 1940–2005 | Befolkningsutvecklingen i Nilivaara församling 1940–2005 | Befolkningsutvecklingen i Nilivaara församling 1940–2005 |
| --- | -------------------------------------------------------- | -------------------------------------------------------- | -------------------------------------------------------- | -------------------------------------------------------- |
| |                                                          |                                                          |                                                          |                                                          |
| År |                                                          |                                                          | Folkmängd                                                |                                                          |
| 1940 | 1940                                                     |                                                          | 1 404                                                    |                                                          |
| 1945 | 1945                                                     |                                                          | 1 622                                                    |                                                          |
| 1950 | 1950                                                     |                                                          | 1 562                                                    |                                                          |
| 1955 | 1955                                                     |                                                          | 1 611                                                    |                                                          |
| 1960 | 1960                                                     |                                                          | 1 527                                                    |                                                          |
| 1965 | 1965                                                     |                                                          | 1 220                                                    |                                                          |
| 1970 | 1970                                                     |                                                          | 918                                                      |                                                          |
| 1975 | 1975                                                     |                                                          | 774                                                      |                                                          |
| 1980 | 1980                                                     |                                                          | 670                                                      |                                                          |
| 1985 | 1985                                                     |                                                          | 643                                                      |                                                          |
| 1990 | 1990                                                     |                                                          | 584                                                      |                                                          |
| 1995 | 1995                                                     |                                                          | 561                                                      |                                                          |
| 2000 | 2000                                                     |                                                          | 484                                                      |                                                          |
| 2005 | 2005                                                     |                                                          | 412                                                      |                                                          |
| Anm: Siffrorna före 1962 avser Niilivaara kyrkobokföringsdistrikt, som var del av Gällivare församling. För åren 1940-1945: befolkning enligt folkräkning 31 december enligt den administrativa indelningen den 1 januari följande år. 1950 avser befolkning enligt folkräkning den 31 december enligt den administrativa indelningen den 1 januari 1952. 1955 avser den kyrkobokförda befolkningen den 31 december enligt den administrativa indelningen den 1 januari följande år. 1960, 1965 och 1970 avser befolkning enligt folkräkning den 1 november enligt den administrativa indelningen den 1 januari följande år. För åren 1975-2005: befolkning enligt 31 december enligt den administrativa indelningen den 1 januari följande år. |                                                          |                                                          |                                                          |                                                          |

## Series pastorum
| Ämbetstid          | Namn                 |
| ------------------ | -------------------- |
| 1962–1964          | Carl-Gustaf Bergmark |
| 1965–1967          | Leo Esko Johansson   |
| 1968–1975          | Erik Anton Aggesjö   |
| 1977–tidigast 1981 | Johan Abel Ericsson  |